# Sant Bartomeu de Trullars
Sant Bartomeu de Trullars és una església del municipi de Bescanó (Gironès) protegit com a bé cultural d'interès local. És a uns 300 m de la masia coneguda com a Can Pol de Baix. És un edifici interessant de nau rectangular i absis de ferradura a l'interior i l'exterior. L'emblanquinada de les parets no permet veure el parament, d'aparell irregular format per còdols rierencs. La portalada és irregular i està precedida per una gran porxada sostinguda per dues grans pilastres. El campanar és d'espadanya. No és possible datar la capella, ja que no ha estat estudiada en profunditat, tot i així sembla d'origen preromànic. Al segle xviii va ser refeta.